# Tom Long
Tom Long (Boston, 3 agosto 1968 – 4 gennaio 2020) è stato un attore statunitense naturalizzato australiano.

## Biografia
Tom Long nacque negli Stati Uniti d'America da genitori australiani e crebbe in una fattoria vicino a Benalla. Fece un provino per un posto presso il National Institute of Dramatic Art, nel quale nel 1994 si laureò.
Apparve in diverse serie televisive australiane, in gran parte prodotte dalla ABC, come SeaChange (dal 1998 al 2000) e nel police-drama Young Lions nel 2002. 
Fu protagonista dei film The Dish e Two Heads e interpretò Brenden Abbott nel film per la televisione del 2003 The Postcard Bandit. Long fu anche nel cast del film The Book of Revelation.

## Filmografia

### Cinema
- Vita di campagna (1994)
- Patsy Cline (1997)
- Strange Planet (1999)
- Two Hands (1999)
- The Dish (2000)
- Risk (2000)
- Hildegarde (2001)
- The Book of Revelation (2006)

### Televisione
- The Leaving of Liverpool - Film TV (1992)
- G.P. - Serie TV, 1 episodio (1992)
- Echo Point - Serie TV (1995)
- The Last of the Ryans - Film TV (1997)
- Kings in Grass Castles - Miniserie TV, 2 episodi (1998)
- SeaChange - Serie TV, 38 episodi (1998-2000)
- Do or Die - Miniserie TV, 2 episodi (2001)
- Young Lions - Serie TV, 22 episodi (2002)
- Heroes' Mountain - Film TV (2002)
- The Postcard Bandit - Film TV (2003)
- Go Big - Film TV (2004)
- BlackJack: At the Gates - Film TV (2006)
- Two Twisted - Svolte improvvise - Serie TV, 1 episodio (2006)
- Joanne Lees: Murder in the Outback - Film TV (2007)
- East of Everything - Serie TV, 13 episodi (2008-2009)
- Woodley - Serie TV, 5 episodi (2012)